# Heidemarie Wieczorek-Zeul
Heidemarie Wieczorek-Zeul (født 21. november 1942 i Frankfurt am Main) er en tysk politiker fra SPD. Hun var Tysklands minister for samarbejde og økonomisk udvikling fra 1998 til 2009. I perioden 1974–1977 var hun leder af SPDs ungdomsorganisation Jusos.
1. ↑  Navnet er anført på bokmål og stammer fra Wikidata hvor navnet endnu ikke findes på dansk.